# Calliini
Los caliínos (Calliini) son una tribu de coleópteros crisomeloideos de la familia Cerambycidae.

## Taxonomía
- Acreana
- Amucallia
- Anapsicomus
- Ardeocomus
- Asemolea
- Callia
- Calliomorpha
- Callisema
- Callityrinthia
- Camitocomus
- Canindea
- Chalcolyne
- Chereas
- Cicatricallia
- Colombicallia
- Drycothaea
- Eumathes
- Eumimesis
- Euryestola
- Graminea
- Gryllica
- Harringtonia
- Hastatis
- Hemicladus
- Hirticallia
- Icelastatis
- Igualda
- Lustrocomus
- Mesestola
- Micatocomus
- Miguelia
- Mimolaia
- Neocallia
- Paracallia
- Paradrycothaea
- Parasemolea
- Pseudotacocha
- Rumuara
- Schiacallia
- Xenocallia
- Zenicomus